# Cotorra perlada
La cotorra perlada (Pyrrhura lepida) és una espècie d'ocell de la família dels psitàcids que habita la selva humida de l'Amazònia oriental del Brasil.